# Balanovo, Kiustendil
Balanovo (în bulgară Баланово) este un sat în comuna Dupnița, regiunea Kiustendil,  Bulgaria. 

## Demografie
Componența etnică a satului Balanovo
     Bulgari (97,52%)
     Nicio identificare (2,47%)
     Altele (0%)
La recensământul din 2011, populația satului Balanovo era de 363 locuitori. Din punct de vedere etnic, majoritatea locuitorilor (97,52%) erau bulgari. Pentru 2,47% din locuitori nu este cunoscută apartenența etnică.